# Калеу-Калеу (департамент)
Департамент Калеу-Калеу  (исп. Departamento de Caleu Caleu) — департамент в Аргентине в составе провинции Ла-Пампа.
Территория — 9078 км². Население — 2313 человек. Плотность населения — 0,30 чел./км².
Административный центр — Ла-Адела.

## География
Департамент расположен на юго-востоке провинции Ла-Пампа.
Департамент граничит:
- на севере — с департаментом Укаль
- на востоке — с провинцией Буэнос-Айрес
- на юге — с провинцией Рио-Негро
- на западе — с департаментом Лиуэль-Калель

## Административное деление
Департамент состоит из 1 муниципалитета:
- Ла-Адела

## Важнейшие населенные пункты[3]
| № | Населённый пункт | Населённый пункт (исп.) | Категория | Население чел. (2010) | На карте                        |
| - | ---------------- | ----------------------- | --------- | --------------------- | ------------------------------- |
| 1 | Ла-Адела         | La Adela                | город     | 1904                  | 38°59′07″ ю. ш. 64°05′23″ з. д. |
| 2 | Ансоатеги        | Anzoátegui              | поселок   | 68                    | 38°58′13″ ю. ш. 63°51′20″ з. д. |